# Les Ormes, Vienne
Les Ormes là một xã, tọa lạc ở tỉnh Vienne trong vùng Nouvelle-Aquitaine, Pháp. Xã này có diện tích 24,22 km², dân số năm 2006 là 1536 người. Xã nằm ở khu vực có độ cao trung bình 50 m trên mực nước biển.

## Biến động dân số
| Năm | 1962  | 1968  | 1975  | 1982  | 1990  | 1999  | 2006  |
| --- | ----- | ----- | ----- | ----- | ----- | ----- | ----- |
| Dân số | 1 325 | 1 435 | 1 394 | 1 473 | 1 386 | 1 431 | 1 536 |
| From the year 1962 on: No double counting—residents of multiple communes (e.g. students and military personnel) are counted only once. |       |       |       |       |       |       |       |